# The Videos 86–98
The Videos 86>98 — сборник музыкальных видеоклипов британской группы Depeche Mode, вышедший в 1998 году.

## О сборнике
Сборник содержит почти два десятка музыкальных видео, снятых разными режиссёрами. В плане подборки клипов и оформления обложки он соответствует музыкальному сборнику The Singles 86>98.
Оригинальный релиз был выпущен на VHS и DVD. Однако, существует специальное издание только на DVD, получившее название Videos 86>98 + (без артикля, со знаком плюса), вышедшее в 2002 году. Оно включает два диска: первый идентичен оригинальному DVD, второй диск содержит бонусный материал, которому не нашлось места в оригинальном издании.

## Список видео

### Оригинальный релиз
| №                   | Название                                                         | Режиссёр            | Длительность |
| ------------------- | ---------------------------------------------------------------- | ------------------- | ------------ |
| 1.                  | «Intro»                                                          | Свен Хардинг        |              |
| 2.                  | «Stripped» (Black Celebration, февраль 1986)                     | Питер Кэр           |              |
| 3.                  | «A Question of Lust» (Black Celebration, апрель 1986)            | Клайв Ричардсон     |              |
| 4.                  | «A Question of Time» (Black Celebration, август 1986)            | Антон Корбейн       |              |
| 5.                  | «Strangelove» (Music for the Masses, апрель 1987)                | Антон Корбейн       |              |
| 6.                  | «Never Let Me Down Again» (Music for the Masses, август 1987)    | Антон Корбейн       |              |
| 7.                  | «Behind the Wheel» (Music for the Masses, декабрь 1987)          | Антон Корбейн       |              |
| 8.                  | «Little 15» (Music for the Masses, май 1988)                     | Мартин Эткинс       |              |
| 9.                  | «Everything Counts (Live)» (101, февраль 1989)                   | Ди Эй Пеннебейкер   |              |
| 10.                 | «Personal Jesus» (Violator, август 1989)                         | Антон Корбейн       |              |
| 11.                 | «Enjoy the Silence» (Violator, февраль 1990)                     | Антон Корбейн       |              |
| 12.                 | «Policy of Truth» (Violator, май 1990)                           | Антон Корбейн       |              |
| 13.                 | «World in My Eyes» (Violator, сентябрь 1990)                     | Антон Корбейн       |              |
| 14.                 | «I Feel You» (Songs of Faith and Devotion, февраль 1993)         | Антон Корбейн       |              |
| 15.                 | «Walking in My Shoes» (Songs of Faith and Devotion, апрель 1993) | Антон Корбейн       |              |
| 16.                 | «Condemnation» (Songs of Faith and Devotion, сентябрь 1993)      | Антон Корбейн       |              |
| 17.                 | «In Your Room» (Songs of Faith and Devotion, январь 1994)        | Антон Корбейн       |              |
| 18.                 | «Barrel of a Gun» (Ultra, февраль 1997)                          | Антон Корбейн       |              |
| 19.                 | «It’s No Good» (Ultra, март 1997)                                | Антон Корбейн       |              |
| 20.                 | «Home» (Ultra, июнь 1997)                                        | Стивен Грин         |              |
| 21.                 | «Useless» (Ultra, октябрь 1997)                                  | Антон Корбейн       |              |
| 22.                 | «Only When I Lose Myself» (The Singles 86>98, сентябрь 1998)     | Брайан Гриффин      |              |
| 23.                 | «Depeche Mode - A Short Film»                                    | Свен Хардинг        |              |
| Общая длительность: | Общая длительность:                                              | Общая длительность: | ~ 126 мин.   |

### Videos 86>98 +
VHS Mute Films / MF042
 DVD Mute  / DM DVD 2
 DVD Mute  / LDM DVD 2
 DVD Reprise / 38582-2
Видеокассета и первый диск DVD-релиза
- То же, что и на оригинальном релизе (см. выше).

Второй диск DVD-релиза
Видео:
1. «But Not Tonight» (оригинальная версия) — Тамра Дэвис
2. «Strangelove» (версия 1988 года) — Мартин Эткинс
3. «Condemnation» (оригинальная версия) — Антон Корбейн
4. «One Caress» — Кевин Керслейк

Приложения:
1. «Violator» — электронный пресс-кит (11 ноября 1990 г.)
2. «Songs of Faith and Devotion» — электронный пресс-кит (27 января 1993 г.)
3. «Ultra» — электронный пресс-кит (26 февраля 1997 г.)

«Пасхальное яйцо»:
- Десятый трек этого диска содержит «пасхальное яйцо» «Rush». Это короткий (одноминутный) монтаж, соединяющий в себе подборку фотографий оригинального оформления диска The Singles 86>98 и отредактированный вариант песни «Rush». На американской версии «пасхальное яйцо» отсутствует[5].

## Чарты
| Чарт (2002)      | Позиция |
| ---------------- | ------- |
| Media Control AG | 81      |

## В ролях
| Depeche Mode - Дейв Гаан - Мартин Гор - Энди Флетчер - Алан Уайлдер | Другие - Нэссим Халифа — темноволосая женщина в «Strangelove» - Лизетт Энтони — женщина в «I Feel You» - Ипполита Сантарелли — женщина в «Behind the Wheel» - Хилдиа Кэмпбелл — бэк-вокалистка в «Condemnation» - Саманта Смит — бэк-вокалистка в «Condemnation» - Дэниел Миллер — в интервью - Антон Корбейн — в интервью |